# Comissari Europeu d'Energia
El Comissari Europeu d'Energia és un membre de la Comissió Europea responsable de l'àrea d'energia a la Unió Europea mitjançant el desenvolupament d'una política energètica concreta. Així mateix també és el responsable de la política nuclear. L'acual comissari és l'alemany Günther Oettinger.

## Orígens
La cartera referent a energia fou creada l'any 1967 en la Comissió Rey, sent una de les carteres de més importància donada la dependència energètica que té la Unió Europea. Durant el mandat de la Comissió Jenkins coexistí amb la cartera de Seguretat Nuclear, denominada Seguretat Atòmica en la Comissió Thorn.

## Llista de Comissaris d'Energia
| Comissió               | Inici                  | Finalització           | Nom               | País     | Partit |
| Rey                    |                        |                        |                   |          |        |
| ---------------------- | ---------------------- | ---------------------- | ----------------- | -------- | ------ |
| Rey                    | 2 de juliol de 1967    | 30 de juny de 1970     | Wilhelm Haferkamp | Alemanya | ind.   |
| Malfatti               |                        |                        |                   |          |        |
| 1 de juliol de 1970    | 21 de març de 1972     | Wilhelm Haferkamp      | Alemanya          | ind.     |        |
| Mansholt               |                        |                        |                   |          |        |
| 22 de març de 1972     | 5 de gener de 1973     | Wilhelm Haferkamp      | Alemanya          | ind.     |        |
| Ortoli                 |                        |                        |                   |          |        |
| 6 de gener de 1973     | 5 de gener de 1977     | Henri François Simonet | Bèlgica           | PS       |        |
| Jenkins                |                        |                        |                   |          |        |
| 6 de gener de 1977     | 5 de gener de 1981     | Lorenzo Natali         | Itàlia            | CDI      |        |
| 6 de gener de 1977     | 5 de gener de 1981     | Guido Brunner          | Alemanya          | FDP      |        |
| Thorn                  |                        |                        |                   |          |        |
| 6 de gener de 1981     | 5 de gener de 1985     | Étienne Davignon       | Bèlgica           | ind.     |        |
| 6 de gener de 1981     | 5 de gener de 1985     | Wilhelm Haferkamp      | Alemanya          | SPD      |        |
| 6 de gener de 1981     | 5 de gener de 1985     | Karl-Heinz Narjes      | Alemanya          | ind.     |        |
| Delors I               |                        |                        |                   |          |        |
| 6 de gener de 1985     | 5 de gener de 1989     | Nicolas Mosar          | Luxemburg         | CSV      |        |
| Delors II              |                        |                        |                   |          |        |
| 6 de gener de 1989     | 5 de gener de 1993     | António Cardoso        | Portugal          | PSD      |        |
| 6 de gener de 1989     | 5 de gener de 1993     | Carlo Ripa di Meana    | Itàlia            | PSI      |        |
| Delors III             |                        |                        |                   |          |        |
| 6 de gener de 1993     | abril de 1994          | Abel Matutes           | Espanya           | PP       |        |
| abril de 1994          | 22 de gener de 1995    | Marcelino Oreja        | Espanya           | PP       |        |
| Santer                 |                        |                        |                   |          |        |
| 23 de gener de 1995    | 15 de març de 1999     | Khristos Paputsís      | Grècia            | PASOK    |        |
| Marín                  |                        |                        |                   |          |        |
| 16 de març de 1999     | 15 de setembre de 1999 | Khristos Paputsís      | Grècia            | PASOK    |        |
| Prodi                  |                        |                        |                   |          |        |
| 16 de setembre de 1999 | 21 de novembre de 2004 | Loyola de Palacio      | Espanya           | PP       |        |
| Barroso I              |                        |                        |                   |          |        |
| 22 de novembre de 2004 | 9 de febrer de 2010    | Andris Piebalgs        | Letònia           | ind.     |        |
| Barroso II             |                        |                        |                   |          |        |
| 9 de febrer de 2010    | actualitat             | Günther Oettinger      | Alemanya          | CDU      |        |